# Eremostachys
Eremostachys és un gènere d'angiospermes originari de l'Est d'Europa i les zones temperades d'Àsia. Aquest tàxon està compost per 128 espècies, que pertany a la família de les lamiàcies.

## Descripció
Aquest gènere d'herbes perennes mitjanes (fins a 2 m.) presenta unes fulles senceres, el·líptiques (des de lanceolades a ovades), cordades i amb nervació pinnada. Periant heteroclamidi. El calze ample i infundibular de 3-4 cm de diàmetre, membranaci i nervat, té molts lòbuls curts i amples amb una xicoteta espínula a l'àpex, també 5 dents quasi iguals o una dent superior més ampla que les altres, sense apèndixs. La corol·la és zigomòrfica (irregular), bilabiada, groga clar amb el llavi inferior taronja de 40-45 mm de llargària, també hi ha espècies amb les flors morades. El llavi inferior de la corol·la és sencer o bilobulat, mentre que el llavi superior té forma voltada o plegada longitudinalment, molt sovint s'inclina cap a l'àpex. L'androceu està format per 4 estams lliures. El gineceu és sincàrpic amb un ovari súper. El fruit és una nou o núcula seca indehiscent que conté entre 2-6 llavors.
Solen florir als mesos més càlids (juliol-agost).

## Taxonomia
| - Eremostachys acanthocalyx - Eremostachys acaulis - Eremostachys adenantha - Eremostachys adpressa - Eremostachys affinis - Eremostachys alberti - Eremostachys ambigua - Eremostachys ammophila - Eremostachys andersii - Eremostachys angreni - Eremostachys anisochila - Eremostachys aralensis - Eremostachys arctiifolia - Eremostachys ariana - Eremostachys azerbaijanica - Eremostachys baburii - Eremostachys bachardenica - Eremostachys badakshanica - Eremostachys baissunensis - Eremostachys bamianica - Eremostachys beckeri - Eremostachys boissieriana - Eremostachys botschantzevii - Eremostachys bungei - Eremostachys cabulica - Eremostachys calophyta - Eremostachys canescens - Eremostachys cephalariifolia - Eremostachys cilicica - Eremostachys codonocalyx - Eremostachys cordifolia - Eremostachys czuiliensis - Eremostachys desertorum - Eremostachys dielsii - Eremostachys discolor - Eremostachys diversifolia - Eremostachys dshungarica - Eremostachys dzhambulensis - Eremostachys ebracteolata - Eremostachys edelbergii - Eremostachys eriocalyx - Eremostachys eriolarynx - Eremostachys fetisowi | - Eremostachys freitagii - Eremostachys fulgens - Eremostachys ghorana - Eremostachys glabra - Eremostachys glanduligera - Eremostachys gymnocalyx - Eremostachys gymnoclada - Eremostachys gypsacea - Eremostachys hajastanica - Eremostachys hissarica - Eremostachys hyoscyamoides - Eremostachys iberica - Eremostachys iliensis - Eremostachys impressa - Eremostachys integior - Eremostachys isochila - Eremostachys ispahanica - Eremostachys jakkahaghi - Eremostachys kaufmanniana - Eremostachys korovinii - Eremostachys krauseana - Eremostachys labiosa - Eremostachys labiosiformis - Eremostachys labiosissima - Eremostachys laciniata - Eremostachys lanata - Eremostachys laevigata - Eremostachys lehmanniana - Eremostachys leiocalyx - Eremostachys lindbergii - Eremostachys loasaefolia - Eremostachys macrochila - Eremostachys macrophylla - Eremostachys mogianica - Eremostachys molucelloides - Eremostachys napuligera - Eremostachys nerimani - Eremostachys nuda - Eremostachys olgae - Eremostachys paniculata - Eremostachys paropamisica - Eremostachys pauciflora - Eremostachys pectinata | - Eremostachys persimilis - Eremostachys phlomoides - Eremostachys pinnatifida - Eremostachys podlechii - Eremostachys popovii - Eremostachys pulchra - Eremostachys pulvinaris - Eremostachys pyramidalis - Eremostachys rastagalensis - Eremostachys regeliana - Eremostachys rotala - Eremostachys salangensis - Eremostachys sanglechensis - Eremostachys sanguinea - Eremostachys sarawschanica - Eremostachys schugnanica - Eremostachys septentrionalis - Eremostachys sewerzovii - Eremostachys sharifii - Eremostachys sogdiana - Eremostachys speciosa - Eremostachys spectabilis - Eremostachys stenocalycina - Eremostachys stocksii - Eremostachys subspicata - Eremostachys superba - Eremostachys tadshikistanica - Eremostachys taschkentica - Eremostachys thyrsiflora - Eremostachys tianschanica - Eremostachys tournefortii - Eremostachys transiliensis - Eremostachys transjordanica - Eremostachys transoxana - Eremostachys transjordanica - Eremostachys transoxana - Eremostachys trautvetteriana - Eremostachys tuberosa - Eremostachys uniflora - Eremostachys vacillans - Eremostachys vicaryi - Eremostachys vulnerans - Eremostachys zenaidae |